# Sungai Raya (Batang Tuaka)
Sungai Raya is een bestuurslaag in het regentschap Indragiri Hilir van de provincie Riau, Indonesië. Sungai Raya telt 1059 inwoners (volkstelling 2010).